# Llista d'asteroides/106201–106300
| Nom      | Designació provisional | Data de descobriment | Lloc de descobriment | Descobridor/s                        |
| -------- | ---------------------- | -------------------- | -------------------- | ------------------------------------ |
| 106201 - | 2000 UR21              | 24 d'octubre, 2000   | Socorro              | LINEAR                               |
| 106202 - | 2000 UE22              | 24 d'octubre, 2000   | Socorro              | LINEAR                               |
| 106203 - | 2000 UB23              | 24 d'octubre, 2000   | Socorro              | LINEAR                               |
| 106204 - | 2000 UP27              | 24 d'octubre, 2000   | Socorro              | LINEAR                               |
| 106205 - | 2000 UY28              | 29 d'octubre, 2000   | Kitt Peak            | Spacewatch                           |
| 106206 - | 2000 UR29              | 24 d'octubre, 2000   | Socorro              | LINEAR                               |
| 106207 - | 2000 UU29              | 25 d'octubre, 2000   | Socorro              | LINEAR                               |
| 106208 - | 2000 UW30              | 26 d'octubre, 2000   | Xinglong             | Beijing Schmidt CCD Asteroid Program |
| 106209 - | 2000 UQ31              | 29 d'octubre, 2000   | Kitt Peak            | Spacewatch                           |
| 106210 - | 2000 UA32              | 29 d'octubre, 2000   | Kitt Peak            | Spacewatch                           |
| 106211 - | 2000 UR32              | 29 d'octubre, 2000   | Kitt Peak            | Spacewatch                           |
| 106212 - | 2000 UJ33              | 29 d'octubre, 2000   | Kitt Peak            | Spacewatch                           |
| 106213 - | 2000 UU33              | 24 d'octubre, 2000   | Socorro              | LINEAR                               |
| 106214 - | 2000 UZ34              | 24 d'octubre, 2000   | Socorro              | LINEAR                               |
| 106215 - | 2000 UD35              | 24 d'octubre, 2000   | Socorro              | LINEAR                               |
| 106216 - | 2000 US35              | 24 d'octubre, 2000   | Socorro              | LINEAR                               |
| 106217 - | 2000 UT35              | 24 d'octubre, 2000   | Socorro              | LINEAR                               |
| 106218 - | 2000 UV35              | 24 d'octubre, 2000   | Socorro              | LINEAR                               |
| 106219 - | 2000 UC36              | 24 d'octubre, 2000   | Socorro              | LINEAR                               |
| 106220 - | 2000 UD37              | 24 d'octubre, 2000   | Socorro              | LINEAR                               |
| 106221 - | 2000 UA38              | 24 d'octubre, 2000   | Socorro              | LINEAR                               |
| 106222 - | 2000 UN38              | 24 d'octubre, 2000   | Socorro              | LINEAR                               |
| 106223 - | 2000 UX38              | 24 d'octubre, 2000   | Socorro              | LINEAR                               |
| 106224 - | 2000 UA39              | 24 d'octubre, 2000   | Socorro              | LINEAR                               |
| 106225 - | 2000 UN39              | 24 d'octubre, 2000   | Socorro              | LINEAR                               |
| 106226 - | 2000 US39              | 24 d'octubre, 2000   | Socorro              | LINEAR                               |
| 106227 - | 2000 UA40              | 24 d'octubre, 2000   | Socorro              | LINEAR                               |
| 106228 - | 2000 UB40              | 24 d'octubre, 2000   | Socorro              | LINEAR                               |
| 106229 - | 2000 UM40              | 24 d'octubre, 2000   | Socorro              | LINEAR                               |
| 106230 - | 2000 UB41              | 24 d'octubre, 2000   | Socorro              | LINEAR                               |
| 106231 - | 2000 UL41              | 24 d'octubre, 2000   | Socorro              | LINEAR                               |
| 106232 - | 2000 UK42              | 24 d'octubre, 2000   | Socorro              | LINEAR                               |
| 106233 - | 2000 UP43              | 24 d'octubre, 2000   | Socorro              | LINEAR                               |
| 106234 - | 2000 UJ44              | 24 d'octubre, 2000   | Socorro              | LINEAR                               |
| 106235 - | 2000 UP44              | 24 d'octubre, 2000   | Socorro              | LINEAR                               |
| 106236 - | 2000 UN45              | 24 d'octubre, 2000   | Socorro              | LINEAR                               |
| 106237 - | 2000 UU45              | 24 d'octubre, 2000   | Socorro              | LINEAR                               |
| 106238 - | 2000 UW45              | 24 d'octubre, 2000   | Socorro              | LINEAR                               |
| 106239 - | 2000 UM46              | 24 d'octubre, 2000   | Socorro              | LINEAR                               |
| 106240 - | 2000 UB47              | 24 d'octubre, 2000   | Socorro              | LINEAR                               |
| 106241 - | 2000 UC47              | 24 d'octubre, 2000   | Socorro              | LINEAR                               |
| 106242 - | 2000 UL47              | 24 d'octubre, 2000   | Socorro              | LINEAR                               |
| 106243 - | 2000 UX47              | 24 d'octubre, 2000   | Socorro              | LINEAR                               |
| 106244 - | 2000 UX48              | 24 d'octubre, 2000   | Socorro              | LINEAR                               |
| 106245 - | 2000 UZ48              | 24 d'octubre, 2000   | Socorro              | LINEAR                               |
| 106246 - | 2000 UF50              | 24 d'octubre, 2000   | Socorro              | LINEAR                               |
| 106247 - | 2000 UA51              | 24 d'octubre, 2000   | Socorro              | LINEAR                               |
| 106248 - | 2000 UO51              | 24 d'octubre, 2000   | Socorro              | LINEAR                               |
| 106249 - | 2000 UK52              | 24 d'octubre, 2000   | Socorro              | LINEAR                               |
| 106250 - | 2000 UM52              | 24 d'octubre, 2000   | Socorro              | LINEAR                               |
| 106251 - | 2000 UA54              | 24 d'octubre, 2000   | Socorro              | LINEAR                               |
| 106252 - | 2000 UV54              | 24 d'octubre, 2000   | Socorro              | LINEAR                               |
| 106253 - | 2000 UE56              | 24 d'octubre, 2000   | Socorro              | LINEAR                               |
| 106254 - | 2000 UU56              | 25 d'octubre, 2000   | Socorro              | LINEAR                               |
| 106255 - | 2000 UE57              | 25 d'octubre, 2000   | Socorro              | LINEAR                               |
| 106256 - | 2000 UK57              | 25 d'octubre, 2000   | Socorro              | LINEAR                               |
| 106257 - | 2000 UJ58              | 25 d'octubre, 2000   | Socorro              | LINEAR                               |
| 106258 - | 2000 UN59              | 25 d'octubre, 2000   | Socorro              | LINEAR                               |
| 106259 - | 2000 UX59              | 25 d'octubre, 2000   | Socorro              | LINEAR                               |
| 106260 - | 2000 UC60              | 25 d'octubre, 2000   | Socorro              | LINEAR                               |
| 106261 - | 2000 UD60              | 25 d'octubre, 2000   | Socorro              | LINEAR                               |
| 106262 - | 2000 UZ60              | 25 d'octubre, 2000   | Socorro              | LINEAR                               |
| 106263 - | 2000 UG62              | 25 d'octubre, 2000   | Socorro              | LINEAR                               |
| 106264 - | 2000 UP62              | 25 d'octubre, 2000   | Socorro              | LINEAR                               |
| 106265 - | 2000 UX62              | 25 d'octubre, 2000   | Socorro              | LINEAR                               |
| 106266 - | 2000 UA63              | 25 d'octubre, 2000   | Socorro              | LINEAR                               |
| 106267 - | 2000 UZ63              | 25 d'octubre, 2000   | Socorro              | LINEAR                               |
| 106268 - | 2000 UD64              | 25 d'octubre, 2000   | Socorro              | LINEAR                               |
| 106269 - | 2000 UW64              | 25 d'octubre, 2000   | Socorro              | LINEAR                               |
| 106270 - | 2000 UK66              | 25 d'octubre, 2000   | Socorro              | LINEAR                               |
| 106271 - | 2000 UO67              | 25 d'octubre, 2000   | Socorro              | LINEAR                               |
| 106272 - | 2000 UP67              | 25 d'octubre, 2000   | Socorro              | LINEAR                               |
| 106273 - | 2000 UB68              | 25 d'octubre, 2000   | Socorro              | LINEAR                               |
| 106274 - | 2000 UU69              | 25 d'octubre, 2000   | Socorro              | LINEAR                               |
| 106275 - | 2000 UY69              | 25 d'octubre, 2000   | Socorro              | LINEAR                               |
| 106276 - | 2000 UB70              | 25 d'octubre, 2000   | Socorro              | LINEAR                               |
| 106277 - | 2000 UA71              | 25 d'octubre, 2000   | Socorro              | LINEAR                               |
| 106278 - | 2000 UZ71              | 25 d'octubre, 2000   | Socorro              | LINEAR                               |
| 106279 - | 2000 UN72              | 25 d'octubre, 2000   | Socorro              | LINEAR                               |
| 106280 - | 2000 UQ72              | 25 d'octubre, 2000   | Socorro              | LINEAR                               |
| 106281 - | 2000 UW73              | 26 d'octubre, 2000   | Socorro              | LINEAR                               |
| 106282 - | 2000 UP74              | 30 d'octubre, 2000   | Socorro              | LINEAR                               |
| 106283 - | 2000 UZ74              | 31 d'octubre, 2000   | Socorro              | LINEAR                               |
| 106284 - | 2000 UG76              | 29 d'octubre, 2000   | Socorro              | LINEAR                               |
| 106285 - | 2000 UG77              | 24 d'octubre, 2000   | Socorro              | LINEAR                               |
| 106286 - | 2000 UK77              | 24 d'octubre, 2000   | Socorro              | LINEAR                               |
| 106287 - | 2000 UP77              | 24 d'octubre, 2000   | Socorro              | LINEAR                               |
| 106288 - | 2000 UK78              | 24 d'octubre, 2000   | Socorro              | LINEAR                               |
| 106289 - | 2000 UY78              | 24 d'octubre, 2000   | Socorro              | LINEAR                               |
| 106290 - | 2000 UR79              | 24 d'octubre, 2000   | Socorro              | LINEAR                               |
| 106291 - | 2000 UW79              | 24 d'octubre, 2000   | Socorro              | LINEAR                               |
| 106292 - | 2000 UM80              | 24 d'octubre, 2000   | Socorro              | LINEAR                               |
| 106293 - | 2000 US81              | 24 d'octubre, 2000   | Socorro              | LINEAR                               |
| 106294 - | 2000 UH82              | 26 d'octubre, 2000   | Socorro              | LINEAR                               |
| 106295 - | 2000 UJ82              | 26 d'octubre, 2000   | Socorro              | LINEAR                               |
| 106296 - | 2000 UE83              | 30 d'octubre, 2000   | Socorro              | LINEAR                               |
| 106297 - | 2000 UQ83              | 31 d'octubre, 2000   | Socorro              | LINEAR                               |
| 106298 - | 2000 UX83              | 31 d'octubre, 2000   | Socorro              | LINEAR                               |
| 106299 - | 2000 UJ84              | 31 d'octubre, 2000   | Socorro              | LINEAR                               |
| 106300 - | 2000 UX84              | 31 d'octubre, 2000   | Socorro              | LINEAR                               |